# アイドルマン
アイドルマンは2013年2月からフジテレビのCSチャンネル「フジテレビONE スポーツ・バラエティ」、「フジテレビTWO ドラマ・アニメ」で放映された、1話10分全5話完結のコメディドラマ。主演はお笑い芸人木下隆行とその実母木下定子。映画監督・五十嵐匠にとって初のコメディ作品。

## 概要・あらすじ
2013年2月18日（月）から22日（金）まで5夜連続、深夜10分枠で放送された連続ショートドラマ（リピート放送あり）。
中年ニートのアイドルオタク・よっちゃんを主人公に女性アイドルに魅せられたどうしようもないおかしみを描くコメディ作品。いわゆるアイドルオタクを描くにあたり、気持ち悪すぎず愛されるかわいいキャラクター像にするため、お笑い芸人の木下隆行を抜擢。プロデューサー・東康之はキャラクターを企画した段階で「顔が真っ先に浮かびました」と述べている。木下はドラマ初主演作であるが、できる限りリアルに、さらにかみ合っているのかよくわからないギクシャクしたやり取りをしてほしいという理由から実母でテレビ出演も豊富な木下定子を母親役に起用した。
アイドル役にはアイドリング!!から伊藤祐奈、外岡えりか、酒井瞳の3名を起用。よっちゃんの家に貼ってあるポスター、CDでは3名が一緒に写っているものもあるが、役名が異なるなど同一グループかは不明。

## 出演
よっちゃん
演 - 木下隆行
アイドルオタクの中年ニート。40歳。脳内の98％は好きなアイドルのこと、残りの2％は同居の母親。好きなアイドル（放送回によって異なる設定）に下心なく無邪気に恋する。頭の中でアイドルと妄想糸電話するのが日課。理想の胸のサイズはCカップ。
ミツ
演 - 木下定子
ニートの息子に毎日小言を言うおかん。スイミングスクールにも通うなどアクティブ。
えりりん
演 - 伊藤祐奈　
スイミングスクールで出会ったアイドル。ややエッチ。同一人物か不明ながら4話にも出演。
みったん
演 - 外岡えりか（2役）
握手会をするライブアイドル。よっちゃんに「養子にしてくれ」と言われブチ切れる。
カナポン
演 - 酒井瞳（2役）
有名アイドル。なぜかコインランドリーで服を脱ぎ着替える癖がある。
メロン娘
演 - 木本武宏
新人ドルオタ。ニックネームに娘とつくが男性である。ステージ衣装を所持している。大阪在住。
ともちん
演 - 外岡えりか（2役）
ツインテールのアイドル。普段はサングラス姿。
みゆちゃん
演 - 酒井瞳（2役）
Cカップを自称するAカップアイドル。衣料品店でブラジャーを選んでいるとき、よっちゃんと遭遇。携帯電話を落としてしまう。
みゆちゃんの父
演 - モロ師岡
娘に電話を掛ける父。娘はCカップだと信じている。

## クレジット
- 監督・脚本：五十嵐匠
- プロデュース：東康之
- 製作：清水賢治
- 制作統括：現王園佳正
- 企画：手塚久
- プロデューサー：吉田岳人/松浦昌彦
- ラインプロデューサー：阿部良太
- 撮影：岡田次雄
- 照明：田中公臣
- 録音：住吉潤
- 美術：池谷仙克
- 衣裳：野村明子
- メイク：石野一美
- 撮影助手：八巻恒存
- 美術助手：長谷川功/寺田三基子
- 監督助手：長嶺一貴
- 脚本協力：笠本香菜絵
- 編集：柳沢竜也
- 選曲：稲川壮
- 音効：松井謙典
- 編成：田倉拓紀
- フジテレビオンデマンド：野村和生
- 制作協力：共同テレビジョン
- 制作著作：フジテレビ